# Passiflora nephrodes
Passiflora nephrodes Mast. – gatunek rośliny z rodziny męczennicowatych (Passifloraceae Juss. ex Kunth in Humb.). Występuje naturalnie w Peru, Boliwii oraz Brazylii (w stanie Amazonas). 

## Morfologia
PokrójZdrewniałe, trwałe, owłosione liany.
LiściePotrójnie klapowane, prawie sercowate u podstawy. Mają 6–18 cm długości oraz 5–9 cm szerokości. Ząbkowane, z ostrym wierzchołkiem. Ogonek liściowy jest owłosiony. Przylistki mają 15–20 mm długości.
KwiatyPojedyncze. Działki kielicha są podłużne. Płatki są liniowo podłużne. Przykoronek ułożony jest w 3–4 rzędach, biało-purpurowy, ma 3–30 mm długości.
OwoceSą jajowatego kształtu. Mają 4 cm długości.